# ニコラ・ヨボビッチ
ニコラ・ヨボビッチ（セルビア語: Никола Јововић、ラテン文字転写: Nikola Jovović、1992年2月13日 - ）はセルビアの男子バレーボール選手。ポジションはセッター。セルビア代表。

## 来歴

### クラブチーム
ノヴィ・サド出身。2007年、地元のクラブVojvodina Novi Sadへ入団し、バレーボール選手としてのキャリアをスタートさせる。2008/09、2010/11シーズンのセルビアリーグで準優勝した。2011年、ドイツブンデスリーガのVfB Friedrichshafenへ移籍。2012/13、2013/14シーズンのドイツブンデスリーガで準優勝した。2014/15シーズンから3年間はイタリアセリエA1のVero Volley Monzaでプレーした。2017/18シーズンはトルコリーグのArkas Spor Kulübüで、2019/20シーズンはロシアリーグのUral Ufaでプレーした。2021/22シーズンからはDynamo LOと契約した。

### 代表チーム
2009年、アンダーカテゴリーの代表としてU-18欧州選手権で銀メダルを獲得し、自身もベストセッター賞を受賞した。2011年にはU-21世界選手権で銅メダルを獲得した。同年、シニアのセルビア代表に初選出された。2013年からは正セッターとして活躍し、同年の欧州選手権で銅メダルを獲得した。2015年、ワールドリーグで銀メダルを獲得した。2016年のワールドリーグで金メダルを獲得した。2018年、世界選手権で4位となった。2019年の欧州選手権では金メダルを獲得した。

## 球歴
- 世界選手権 - 2014年、2018年、2022年
- ネーションズリーグ - 2018年、2021年、2022年
- 欧州選手権 - 2013年、2015年、2017年、2019年、2021年

## 受賞歴
- 2009年　U-18欧州選手権　ベストセッター賞

## 所属クラブ
- Vojvodina Novi Sad（2007-2011年）
- VfB Friedrichshafen（2011-2014年）
- Vero Volley Monza（2014-2017年）
- Arkas Spor Kulübü（2017-2018年）
- Ziraat Bankası Ankara（2018-2019年）
- ウラル・ウファ（2019-2020年）
- Spacer's Toulouse Volley（2020-2021年）
- Dynamo LO（2021-2023年）
- Rana Verona（2023-2024年）
- NOVA Novokuybyshevsk（2024-）